# 俄罗斯对乌克兰基础设施的袭击
俄乌战争期间对乌克兰关键基础设施的袭击是俄罗斯军方在其全面军事入侵乌克兰期间犯下的战争罪。其目的是迫使乌克兰高级政治领导人与克里姆林宫政权进行有利于后者的谈判。
2022年俄罗斯入侵乌克兰期间，俄军相继在2-4月间的基辅攻势和9月开始的乌军哈尔科夫反击战中遭受了毁灭性的失败。俄罗斯克里姆林政权遂诉诸于公开的恐怖主义：从2022年10月10日起，俄军以交替攻击波的方式对乌克兰的关键基础设施目标发动了大规模和有组织性的导弹袭击。
据时任内务部副部长叶夫根尼·叶宁称，截至2022年11月底，俄军摧毁或破坏了700多座重要建筑，包括机场、桥梁、油库、变电站和发电厂等。而据乌克兰能源公司“Ukrenergo”负责人和能源领域专家的说法，俄罗斯军方的计划是摧毁关键的变电站，以将乌克兰的能源系统打成孤岛，阻止地区间的电力流动。因此，除了军队本身，俄罗斯能源工人也参与了袭击的准备工作。
截至2023年1月26日，至少有134名平民在袭击中丧生，另有约380人受伤。
乌克兰在2022年末因袭击而多地采取轮番停电措施。但至2023年初，随着西方在俄国对乌克兰民用基础设施袭击后援助了更多的防空系统，乌克兰多数地区已经取消轮番停电措施。2023年4月11日，乌克兰开始恢复对欧洲的电力出口。
乌克兰未有理会俄国关于承认其侵占乌克兰领土合法性的谈判要求。
2024年3月5日，国际刑事法院针对俄罗斯对乌克兰基础设施的袭击对俄罗斯航空航天部队远程航空兵司令谢尔盖·科貝拉什和黑海舰队司令維克托·索科洛夫发出逮捕令。